# Freccia Vallone 1993
La Freccia Vallone 1993, cinquantasettesima edizione della corsa, si svolse il 14 aprile 1993 per un percorso di 206 km da Spa al muro di Huy. Fu vinta dall'italiano Maurizio Fondriest, al traguardo in 5h18'00" alla media di 38,868 km/h.
Dei 164 ciclisti alla partenza furono in 96 a portare a termine il percorso.

## Ordine d'arrivo (Top 10)
| Pos. | Corridore           | Squadra       | Tempo    |
| ---- | ------------------- | ------------- | -------- |
| 1    | Maurizio Fondriest  | Lampre-Polti  | 5h18'00" |
| 2    | Gérard Rué          | Banesto       | a 56"    |
| 3    | Claudio Chiappucci  | Carrera       | a 1'01"  |
| 4    | Erik Breukink       | ONCE          | a 1'08"  |
| 5    | Andrea Chiurato     | Gatorade      | a 1'25"  |
| 6    | Rolf Sørensen       | Carrera       | a 2'25"  |
| 7    | Michele Bartoli     | Mercatone Uno | s.t.     |
| 8    | Gert-Jan Theunisse  | TVM-Bison Kit | a 2'59"  |
| 9    | José Ramón González | Festina-Lotus | a 3'08"  |
| 10   | Serge Baguet        | Lotto-Caloi   | s.t.     |